# NGC 895
NGC 895 est une galaxie spirale située dans la constellation de la Baleine. NGC 895 a été découverte par l'astronome germano-britannique William Herschel en 1785.

## Caractéristiques
Sa vitesse par rapport au fond diffus cosmologique est de 2 044 ± 17 km/s, ce qui correspond à une distance de Hubble de 30,2 ± 2,1 Mpc (∼98,5 millions d'al).
À ce jour, deux douzaines de mesures non basées sur le décalage vers le rouge (redshift) donnent une distance de 25,146 ± 5,262 Mpc (∼82 millions d'al), ce qui est à l'intérieur des valeurs de la distance de Hubble. Notons cependant que c'est avec la valeur moyenne des mesures indépendantes, lorsqu'elles existent, que la base de données NASA/IPAC calcule le diamètre d'une galaxie et qu'en conséquence le diamètre de NGC 895 pourrait être d'environ 31,8 kpc (∼104 000 al) si on utilisait la distance de Hubble pour le calculer.
La classe de luminosité de NGC 895 est III-IV et elle présente une large raie HI.
En raison d'une brillance de surface égale à 14,13 mag/am2, on peut qualifier NGC 895 de galaxie à faible brillance de surface (LSB en anglais pour low surface brightness). Les galaxies LSB sont des galaxies diffuses (D) avec une brillance de surface inférieure de moins d'une magnitude à celle du ciel nocturne ambiant.

## Supernova
La supernova SN 2003id a été découverte dans NGC 895 le 16 septembre 2003 par D. Singer, B. Beutler, B. Swift et W. Li dans le cadre du programme LOTOSS de l'observatoire Lick. Cette supernova était de type Ic-pec.